# 광표백
광표백(光漂白, 영어: photobleaching)은 광학에서 영구적으로 형광을 발할 수 없게 된 염료 또는 형광 색소의 광화학적 변화이다. 이것은 형광 색소와 주변 분자 사이의 공유 결합의 절단 또는 비특이적 반응으로 인해 일어난다. 공유 결합에서 이러한 비가역적 변형은 형광 색소의 단일항 상태에서 삼중항 상태로의 전이로 인해 발생한다. 완전한 표백을 위한 여기 주기의 수는 다양하다. 현미경 관찰시 광표백은 형광 분자의 관찰을 복잡하게 할 수 있는데, 이는 결국 형광 분자를 자극하는 데 필요한 빛 노출에 의해 형광 분자가 파괴되기 때문이다.

## 같이 보기
- 오존홀